# Gluino
Gluino je hipotetski superpartner gluona. Teoretičari supersimetrije očekuju da bi se gluini trebali proizvesti u paru u akceleratorima čestica poput Velikog hadronskog sudarivača.
U supersimetričnim teorijama, gluini su Majorana fermioni i međudjeluju pomoću jake sile kao kolorni oktet. Gluini imaju leptonski broj 0, barionski broj 0 i spin od 1/2.
Gluini se raspadaju preko jakog međudjelovanja sa skvarkom i kvarkom uz uvjet da su odnosi masa zadovoljeni. Skvark se tada raspada u još jedan kvark i u najlakšu supersimetričnu česticu.